# 라자르 선생님
라자르 선생님(Monsieur Lazhar)은 2011년 공개된 캐나다의 드라마 영화이다.
로카르노 국제 영화제에서 초연한 후 관중상과 버라이어티 피아자 그란데상을 수상한 후 찬사를 받았다.

## 줄거리
몬트리올의 한 초등학교에서 교사가 자살하는 사건이 발생하고, 알제리에서 온 난민 바쉬르 라자르가 임시 교사로 부임한다. 그는 모국에서 교사 경력이 있다고 주장하며 학교에 채용되지만, 문화적 차이와 학교 시스템 적응에 어려움을 겪는다. 학생들은 이전 교사의 자살로 인한 상처를 극복하려 하고, 학교 측은 라자르의 과거와 난민 신분에 대해 알지 못한다. 라자르의 아내와 자녀들은 과거 방화 테러로 사망했고, 그는 가족을 잃은 슬픔을 안고 있었다.
영화는 라자르가 학생들, 특히 이전 교사의 죽음에 죄책감을 느끼는 시몬과 교류하며 그들의 상처를 보듬어가는 과정을 보여준다. 한 학생이 이전 교사의 죽음에 대한 과제를 제출하면서 학생들의 혼란과 고통이 드러나고, 라자르는 학생들에게 존경과 사랑을 받게 된다. 하지만 라자르의 실제 직업은 교사가 아닌 식당 운영자였음이 밝혀지고, 그는 학교에서 해고된다. 마지막 수업에서 라자르는 자신의 비극적인 과거를 비유한 우화를 학생들에게 들려주며, 그들이 이전 교사에게 작별 인사를 할 기회를 갖지 못했다는 점을 상기시킨다. 학생들은 그의 마지막 수업을 통해 슬픔을 극복하고, 특히 라자르를 가장 좋아했던 학생은 작별 인사를 하며 눈물을 흘린다.

## 출연

### 주연
- 모하메드 펠라그
- 소피 넬리스
- 에밀리언 네론

### 조연
- 다니엘 프룰
- 브리짓 푸파
- 쥴리 필립
- 마리 이브 비우르가드
- 빈센트 밀라드
- 스테파니 드머스
- 에블린 드 라 체네리에르

## 기타
- 원작자: 에블린 드 라 체네리에르